# Zərifə Əliyeva
Zarifa Aziz qizi Aliyeva (in azero - Zərifə Əziz qızı Əliyeva) (Shakhtakhti, 28 aprile 1923 – Mosca, 15 aprile 1985) è stata un'oculista e ricercatrice in oftalmologia sovietica, membro dell'Accademia delle Scienze della RSS Azera.
Fu moglie del terzo presidente dell'Azerbaigian Heydər Əliyev e madre del quarto presidente dell'Azerbaigian İlham Əliyev.

## Biografia

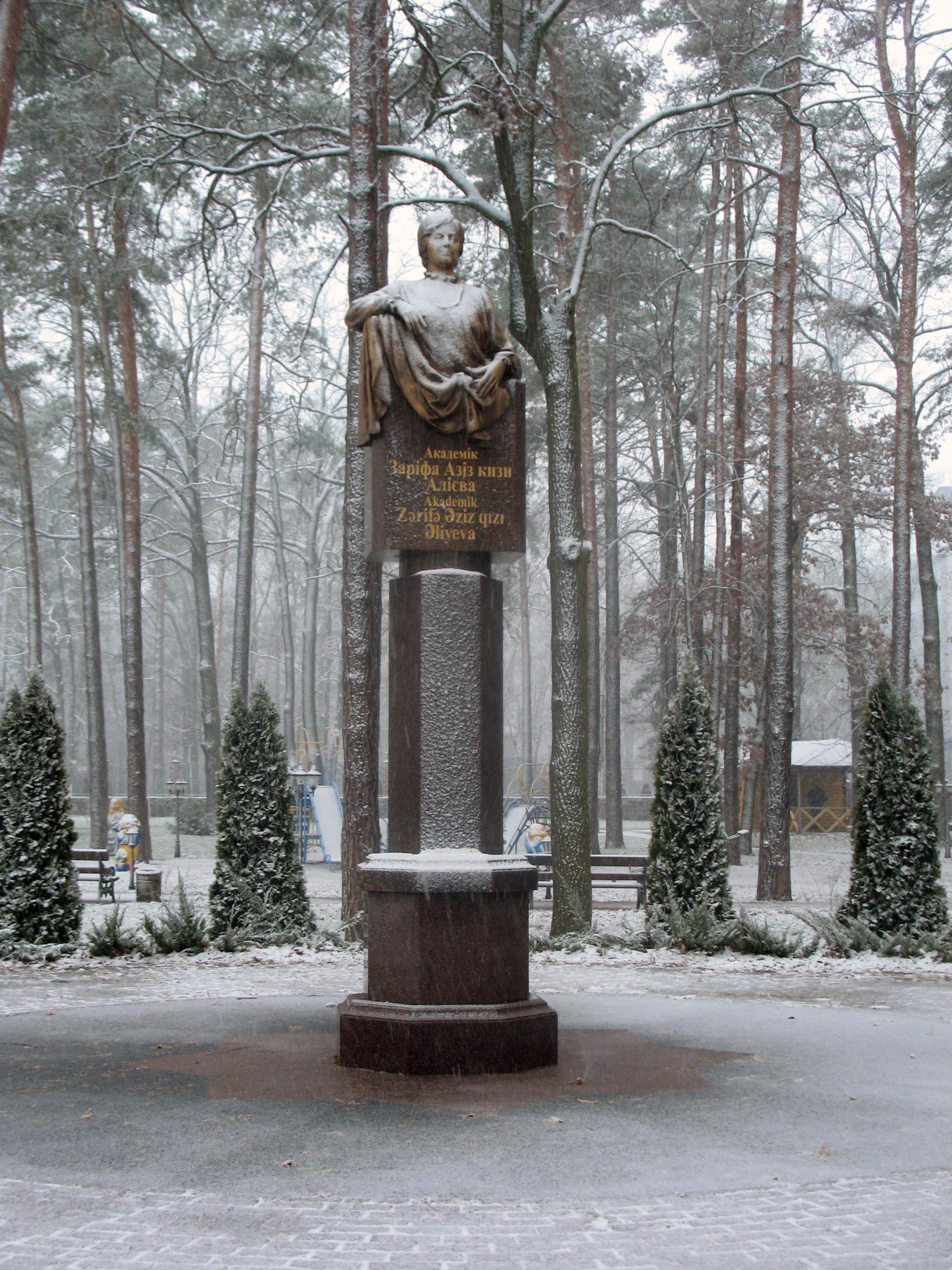
Statua di Zərifə Əliyeva a Irpin' (Ucraina)

Zarifa Aliyeva nacque nel villaggio di Shakhtahkti (oggi Şərur) nel 1923.
Figlia di Aziz Əliyev, commissario per la salute popolare della Repubblica Socialista Sovietica Azera e alcuni anni più tardi primo segretario del comitato regionale del PCUS di Daghestan, dopo la nascita decise di trasferirsi con la propria famiglia a Baku.
Nel 1942, dopo la scuola superiore, si iscrisse all'università presso l'Istituto medico statale dell'Azerbaigian, dove si laureò con lode nel 1947.
Dopo la laurea frequentò un corso biennale di specializzazione in malattie oculari presso l'Istituto centrale di perfezionamento di medici, a Mosca, e iniziò a lavorare presso l'Istituto di ricerca scientifica di malattie oculari come medico curante. Dopo aver terminato il dottorato di ricerca, discusse la propria tesi di dottorato nel 1959.
Successivamente, lavorò come Vice-Commissario per la salute nel Commissariato Sanitario dell'Azerbaigian.

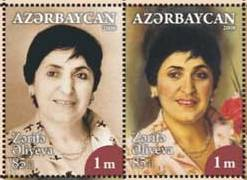
Francobollo postale (2008)

Dal 1967 fino alla fine della sua carriera lavorativa, Zarifa Aliyeva lavorò presso l'Istituto statale di perfezionamento dei medici.
Nel 1953 sposò Heydar Aliyev. Due anni dopo, il 12 ottobre 1955, nacque la figlia Sevil, e il 24 dicembre 1961 il figlio Ilham. Aliyeva godette di grande autorità nella Repubblica Socialista Sovietica Azera e nell'URSS.
Ha fatto parte del Board of Travel della Società Ottica delle Nazioni Unite, del Comitato sovietico per la protezione della pace, dell'Organo direttivo della Società Ottica Azera e del comitato editoriale della rivista Vestnik Oftalmologo di Mosca.
Nel 1983, la Aliyeva è stata eletta direttrice del dipartimento di oftalmologia dell'Istituto Nazionale di Educazione Medica dell'Azerbaigian.
Dal 1982, ha vissuto a Mosca con la sua famiglia, e nel 1985 morì di cancro. Venne sepolta a Mosca nel Cimitero di Novodevičij ma, nel 1994, il suo corpo fu traslato a Baku e sepolto nel viale d'onore del cimitero cittadino.

## Pubblicazioni
Un certo numero di suoi articoli scientifici sono stati dedicati alla diagnosi e al trattamento dei tumori maligni.
Il sito cwa-az.com riporta che Zarifa Aliyeva ha sviluppato e introdotto una serie di nuovi metodi di trattamento delle malattie oculari. Stando a quanto riporta salamnews.org è stata autrice di quattordici monografie e, secondo il suo biografo Aydin Salmanov, di 220 articoli scientifici.
Tra quelle che trattano oftalmologia si distinguono:
- Caratteristiche anatomiche e fisiologiche del sistema idrodinamico dell'occhio
- Cambiamenti legati all'età nell'occhio e nel percorso ottico-neurale.(Ricerche morfoistochimiche) (coautrice) Baku, 1980.
- Patologia professionale dell'organo della visione (coautrice). 1988
- Metodi chirurgici moderni nel trattamento dell'epifora
- Fisiologia lacrimale
- Intervento chirurgico di estrazione nel trattamento di punti lacrimali[13]

Il suo libro "Oftalmologia Terapeutica" nel 2021 è ancora considerato in Azerbaigian un testo di riferimento per ogni oftalmologo. 

## Premi e riconoscimenti
Nel 1981 le è stato assegnato il premio più alto dell'URSS nel campo dell'oftalmogia, lo M.I.Averbakh dell'Accademia Sovietica di Scienze mediche. È stata la prima donna a ricevere tale premio.

### Inititolazioni

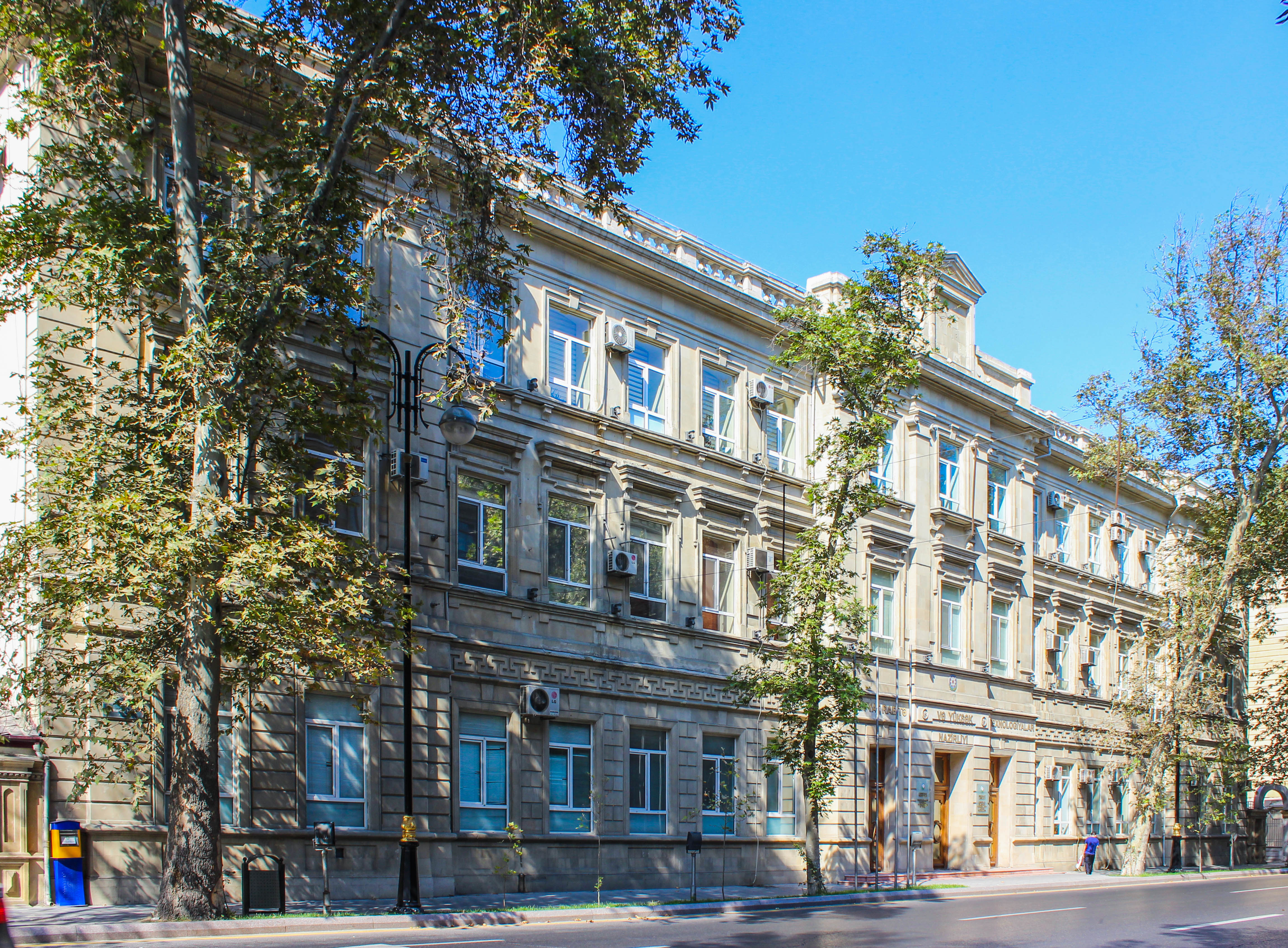
Z.Əliyeva prospekti, 33

- L'istituto nazionale azero di oftalmologia di Baku porta il suo nome.[17]
- Le è stato intitolato un parco nel distretto Binagadi di Baku.
- Un viale di Baku, la Z.Əliyeva prospekti, è intitolato a lei.